# 江差テレビ・FM中継局
江差テレビ・FM中継局（えさしテレビ エフエムちゅうけいきょく）は、北海道檜山郡江差町五厘沢に置かれているテレビとFMラジオ放送の中継局である。

## 中継局概要

### デジタルテレビ放送
| リモ コン 番号 | 放送局名              | チャン ネル 番号 | 空中線 電力 | ERP    | 偏波面   | 放送対象 地域 | 放送区域 内世帯数 | 運用 開始日     |
| -------------- | --------------------- | ---------------- | ----------- | ------ | -------- | ------------- | ----------------- | --------------- |
| 1              | HBC 北海道放送        | 29               | 10W         | 115W   | 水平偏波 | 北海道        | 約10,100世帯      | 2008年 12月19日 |
| 2              | NHK 函館教育          | 13               | 10W         | 110W   | 水平偏波 | 全国          | 約10,100世帯      | 2008年 12月19日 |
| 3              | NHK 函館総合          | 31               | 10W         | 110W   | 水平偏波 | 渡島・桧山    | 約10,100世帯      | 2008年 12月19日 |
| 5              | STV 札幌 テレビ放送   | 16               | 10W         | 北海道 | 水平偏波 | 115W          | 約10,100世帯      | 2008年 12月19日 |
| 6              | HTB 北海道 テレビ放送 | 20               | 10W         | 北海道 | 水平偏波 | 115W          | 約10,100世帯      | 2008年 12月19日 |
| 7              | TVh テレビ 北海道     | 33               | 10W         | 北海道 | 水平偏波 | 115W          | 約10,100世帯      | 2008年 12月19日 |
| 8              | UHB 北海道 文化放送   | 37               | 10W         | 北海道 | 水平偏波 | 115W          | 約10,100世帯      | 2008年 12月19日 |

- 所在地： 檜山郡江差町[2][3]（五厘沢町）

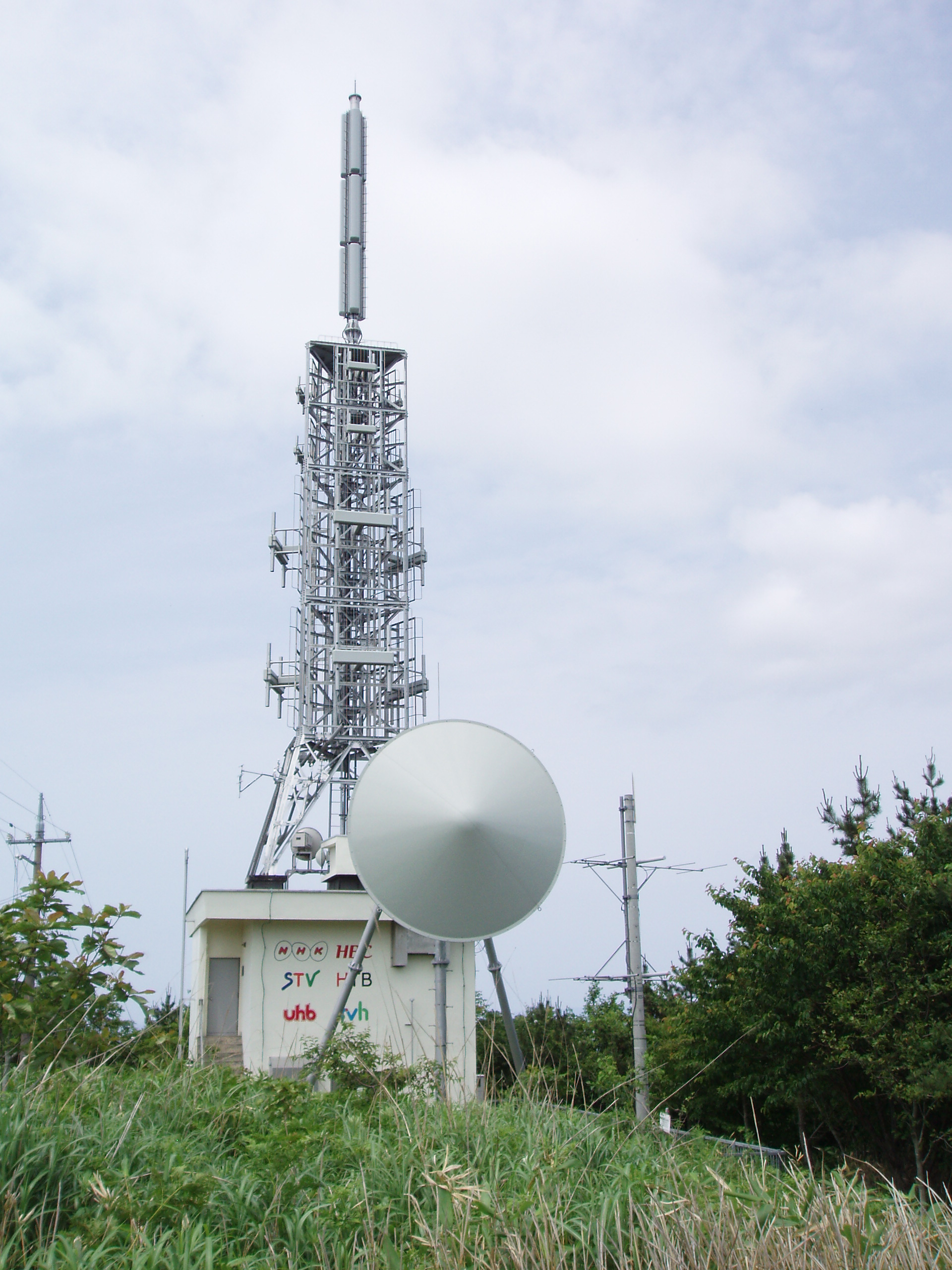
江差中継局（デジタル）

- 放送区域： 八雲町、江差町、上ノ国町、厚沢部町、乙部町の各一部[1][2][3]
- 2008年11月12日に予備免許が交付され[1]、11月19日から試験電波を発射[1]。12月19日に本免許が交付され[1][2]、同日本放送を開始した。

### アナログテレビ放送
| チャン ネル 番号 | 放送局名             | 空中線 電力       | ERP                  | 偏波面   | 放送対象地域 | 放送区域 内世帯数 | 運用 開始日     |
| ---------------- | -------------------- | ----------------- | -------------------- | -------- | ------------ | ----------------- | --------------- |
| 2                | NHK 函館教育         | 映像100W/ 音声25W | 映像560W/ 音声140W   | 垂直偏波 | 全国         | -                 | 1962年 12月20日 |
| 7                | HBC 北海道放送       | 映像100W/ 音声25W | 映像680W/ 音声170W   | 垂直偏波 | 北海道       | -                 | 1965年 9月27日  |
| 9                | NHK 函館総合         | 映像100W/ 音声25W | 映像550W/ 音声135W   | 垂直偏波 | 北海道       | -                 | 1962年 12月20日 |
| 11               | STV 札幌テレビ放送   | 映像100W/ 音声25W | 映像720W/ 音声180W   | 垂直偏波 | 北海道       | -                 | 1964年 9月17日  |
| 22               | TVh テレビ北海道     | 映像100W/ 音声25W | 映像1.3kW/ 音声330W  | 水平偏波 | 北海道       | -                 | 1994年 12月2日  |
| 24               | HTB 北海道テレビ放送 | 映像100W/ 音声25W | 映像1.3kW/ 音声330W  | 水平偏波 | 北海道       | -                 | 1977年 7月13日  |
| 26               | UHB 北海道文化放送   | 映像100W/ 音声25W | 映像1.35kW/ 音声340W | 水平偏波 | 北海道       | -                 | 1976年 11月10日 |

- 所在地： デジタルテレビ放送に同じ

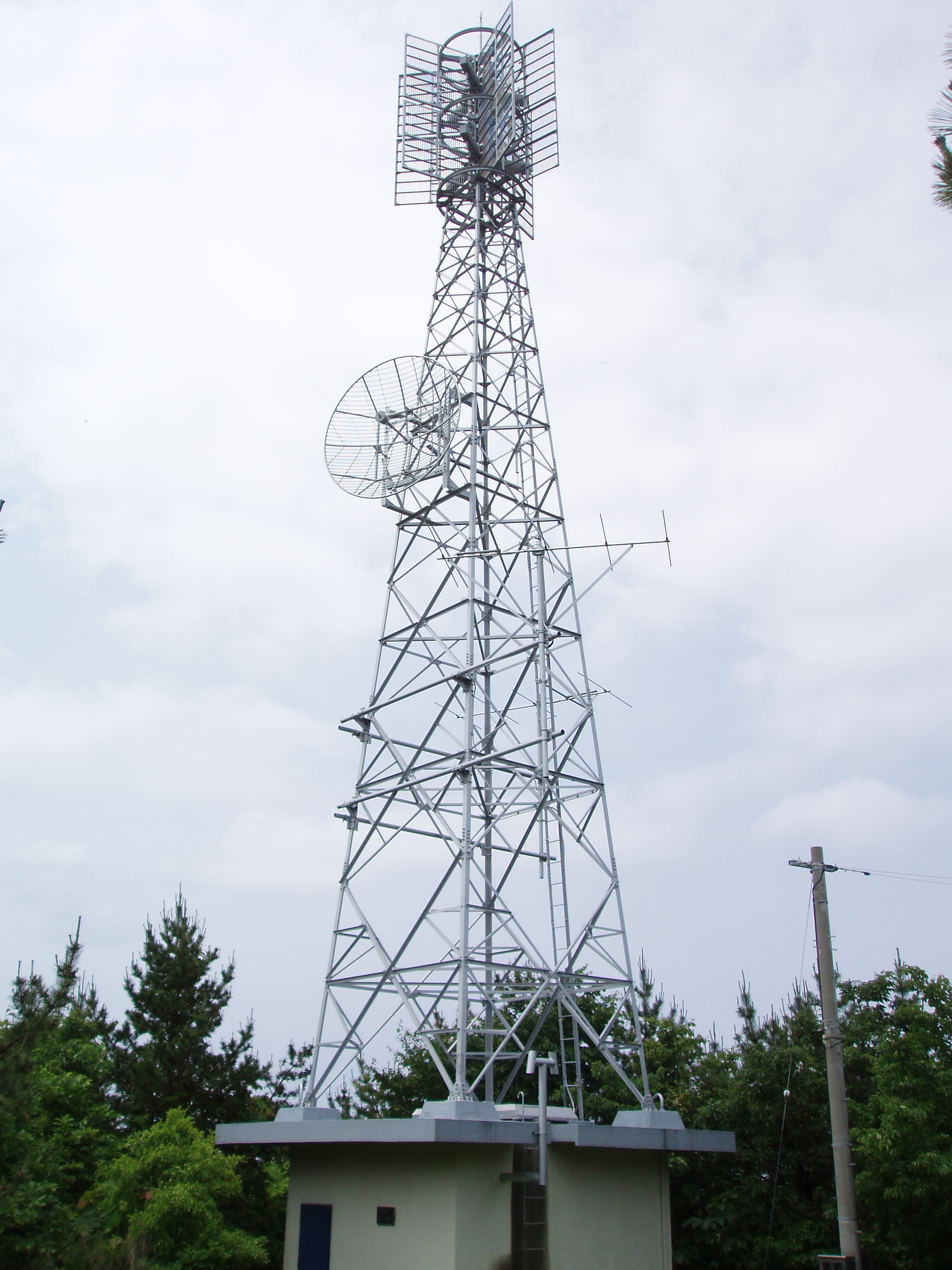
江差中継局（HBC）

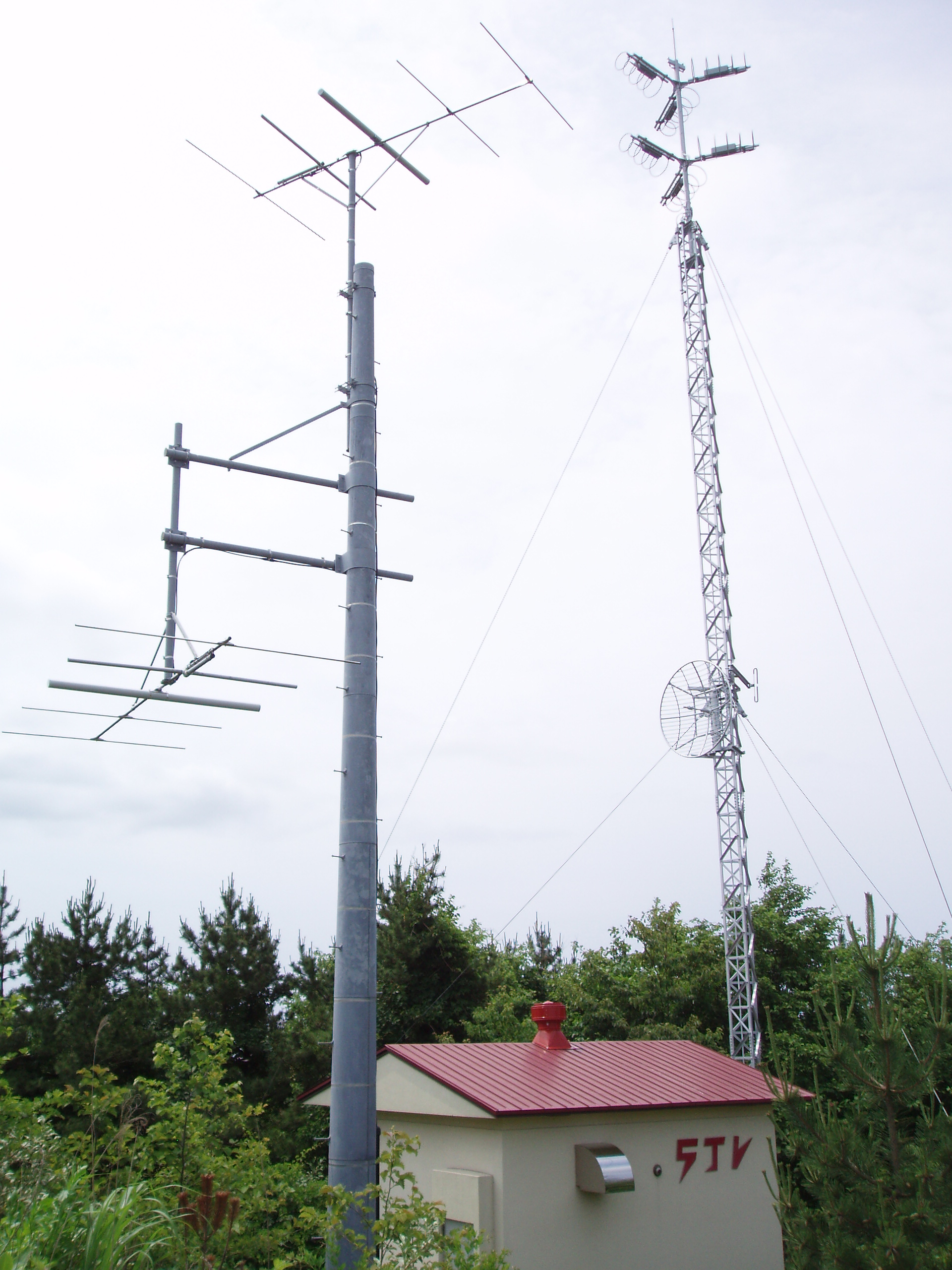
江差中継局（STV）

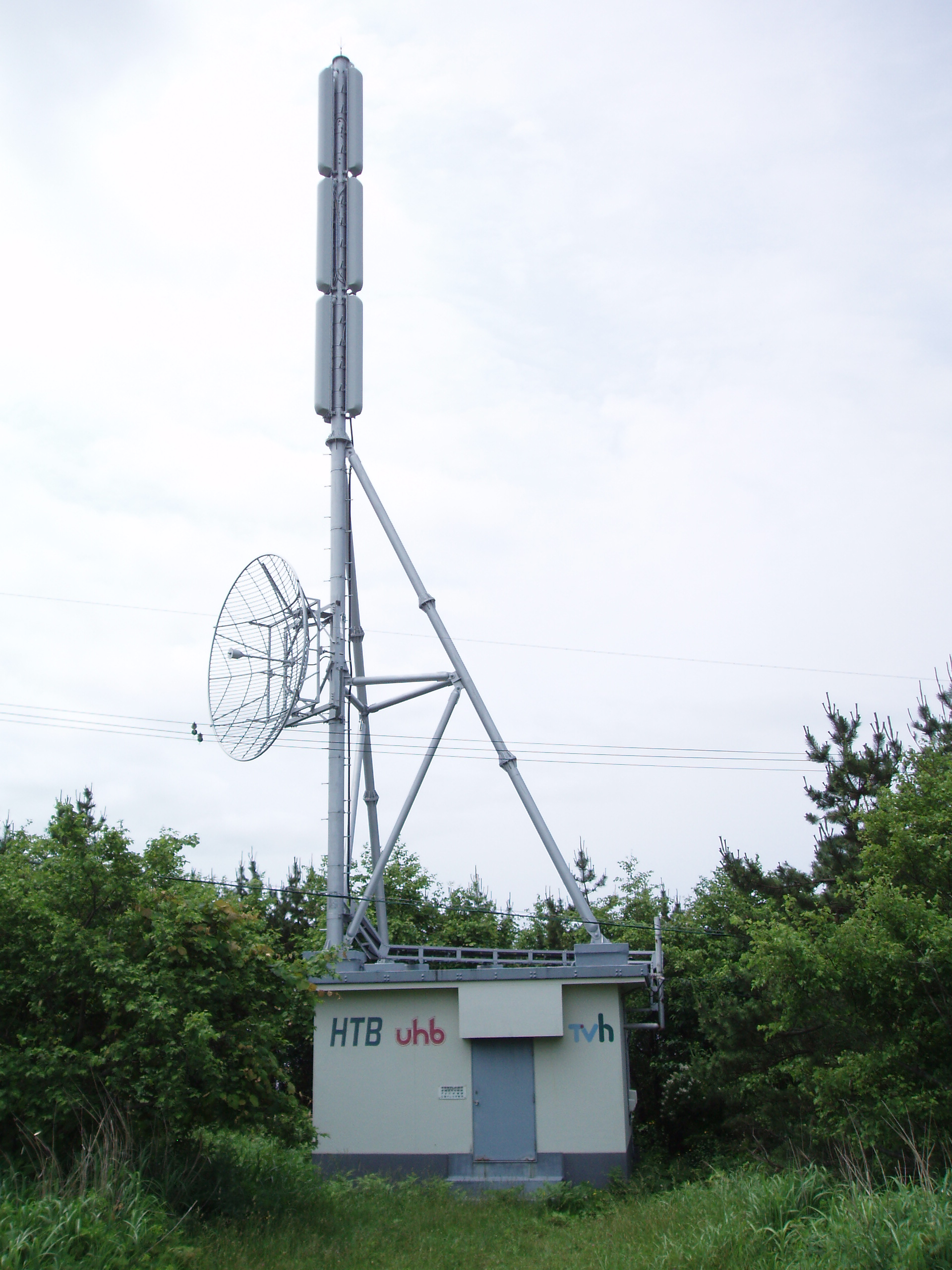
江差中継局（HTB・UHB・TVh）

- 2011年7月24日をもってすべて廃止された。
- 草創期のテレビジョンの中継局開始時は室蘭局を遠距離受信していた（今も民放FMは同じ）。
- アナログ送信波の再送信のための中継回線（エア受け）は3本あり、1本目は函館送信所から大沼中継局を通じての再送信（通常/2段）、2本目は函館送信所から厚沢部中継局を通じての再送信（予備/2段）、3本目は函館送信所からダイレクトでの再送信（予備/1段）ある（エア受けのため、悪天候等による中継回線切替時は、ダイバーシティ受信による受信先変更により、瞬間的な停波が生じることがある）。

### FMラジオ放送
| 周波数  | 放送局名   | 空中線 電力 | ERP  | 偏波面   | 放送対象地域 | 放送区域内 世帯数 | 運用開始日 |
| ------- | ---------- | ----------- | ---- | -------- | ------------ | ----------------- | ---------- |
| 89.7MHz | NHK 函館FM | 100W        | 560W | 垂直偏波 | 北海道       | -                 | -          |

- 所在地： デジタルテレビ放送に同じ